# Liste der Monuments historiques in Pringy (Seine-et-Marne)
Die Liste der Monuments historiques in Pringy (Seine-et-Marne) führt die Monuments historiques in der französischen Gemeinde Pringy auf.

## Liste der Bauwerke
| Bezeichnung                            | Beschreibung              | Standort | Kennzeichnung | Schutzstatus | Datum | Bild           |
| -------------------------------------- | ------------------------- | -------- | ------------- | ------------ | ----- | -------------- |
| Reste der Kirche Notre-Dame de Corbeil | Erbaut im 12. Jahrhundert | (Lage)   | PA00087195    | Classé       | 1943  | weitere Bilder |

## Liste der Objekte
Zum Verständnis siehe: Kirchenausstattung
- Monuments historiques (Objekte) in Pringy (Seine-et-Marne) in der Base Palissy des französischen Kultusministeriums